# Eustroma aurigena
Eustroma aurigena là một loài bướm đêm trong họ Geometridae.